# Бијак
Бијак (фр. Billac) насеље је и општина у централној Француској у региону Лимузен, у департману Корез која припада префектури Бриве ла Гајар.
По подацима из 2011. године у општини је живело 202 становника, а густина насељености је износила 28,9 становника/km². Општина се простире на површини од 6,99 km². Налази се на средњој надморској висини од 250 метара (максималној 285 m, а минималној 125 m).

## Демографија
| 1962. | 1968. | 1975. | 1982. | 1990. | 1999. | 2011. |
| ----- | ----- | ----- | ----- | ----- | ----- | ----- |
| 221   | 234   | 205   | 211   | 211   | 192   | 202   |

График промене броја становника у току последњих година